# Emilia Plater
Emilia Plater (litv. Emilija Pliaterytė, Vilnius, 13. studenog 1806. — Justianovo, 23. prosinca 1831.) bila je poljsko-litvanska plemkinja i revolucionarka iz podijeljene Poljsko-litvanske unije. Odrastala je u patriotskoj poljskoj tradiciji. Emilija se borila u ustanku u studenom 1830. godine i bila je na čelu poljsko-litvanskih pobunjeničkih snaga. Pred kraj ustanka razboljela se i umrla.
Njena priča postala je široko popularna i inspirirala je veliki broj umjetničkih i književnih djela. Ona je nacionalna heroina u Poljskoj, Litvi i Bjelorusiji i u svim bivšim dijelovima Poljsko-litvanske unije. Cijenjena je od strane poljskih umjetnika i nacije kao simbol žene koja se borila za nacionalnu stvar.
Jedan dokument iz 25. ožujka 1831. sadrži njenu izjavu, gdje piše da je njeno priključivanje ustanku bila njena ideja i da se cijeloga života nadala da će doći do takvog trenutka. Ošišala je svoju kosu, pripremila uniformu za sebe i organizirala dobro opremljenu grupu dobrovoljaca, strastveno govoreći ispred velike mase 29. ožujka. Dana, 4. travnja potpisala je deklarativni dokument kojim se označava njen pristup lokalnom ustanku. Njena jedinica sastojala se od otprilike 280 pješaka, 60 konjanika i nekoliko stotina naoružanih seljaka.
S područja Daugavpilsa ušla je u Litvu u travnju 1831. godine. Pretpostavlja se, da je njena jedinica osvojila grad Zarasai (Džeziorosi), iako povjesničari nisu sigurni da se ovaj događaj zaista dogodilo. Planirala je osvojiti Daugavpils, ali nakon izviđačke misije utvrdila je, da je grad branio jak garnizon koji je bio neprobojan za napad od strane male sile kao što je njena jedinica, pa je taj plan bio odbačen. Potom se vratila u mjesto Samogitia i uputila se prema Panevežisu, gdje se 30. travnja udružila s jedinicom pod zapovjedništvom Karola Zaluskog. Dana, 4. svibnja borila se u bitci kod Prastavoniaja; neko vrijeme nakon toga, s Konstantinom Parcezvskijem borila se u Maišiagali. Dana, 5. svibnja vidjela je kako Dezydery Chłapowski ulazi u to područje s velikom silom i preuzima kontrolu nad svim jedinicama koje su se borile na strani Velikog Vojvodstva.
Chłapowski je preporučivao Emiliji, da se povuče i vrati kući. Ona je navodno odgovorila da nema namjeru skinuti svoju uniformu dok njena domovina ne bude u potpunosti oslobođena. Njena odluka bila je prihvaćena i postala je upravnik 1. čete poljsko-litvanskog 25. pješadijskog puka. Bila je unaprijeđena u čin kapetanice, najviši čin koji je ženama bio dodijeljivan u to vrijeme. Provela je neko vrijeme u Kaunasu, prije nego što su pobunjenici morali povući se s fronta krajem lipnja.
Pošto su poljske jedinice poražene od strane Rusa u Šiauliaju, general Chłapowski odlučio je prijeći granicu s Pruskom i da tamo bude interniran. Emilia je kritizirala njegovu odluku i odbila slijediti naredbe i umjesto toga odlučila probiti se do Varšave i tamo nastaviti borbu. Međutim, odmah nakon razdvajanja od glavne sile, uz pratnju samo još dva vojnika, uključujući njenog rođaka (ili ujaka, izvori se razliku), Cezara Platera, ozbiljno se razbolela Nikada se nije oporavila, umrla je u dvorcu obitelji Ablamovic u Justianovu 23. prosinca 1831. godine. Sahranjena je u malom selu Kapčiamiest kod Justianova. Posle poraza ustanka, njena imovina oduzeta je od stranke ruskih vlasti.